# 305
Évszázadok: 3. század – 4. század – 5. század
Évtizedek: 250-es évek – 260-as évek – 270-es évek – 280-as évek – 290-es évek – 300-as évek – 310-es évek – 320-as évek – 330-as évek – 340-es évek – 350-es évek
Évek: 300 – 301 – 302 – 303 –  304 – 305 – 306 – 307 – 308 – 309 – 310

## Események

### Római Birodalom
- Constantius Chlorus és Galerius caesarokat választják consulnak.
- A súlyos betegségen átesett, erősen lesoványodott Diocletianus császár márciusban hónapok óta először jelenik meg a nyilvánosság előtt. Ebben a hónapban megérkezik hozzá Nicomediába Galerius caesar.
- Diocletianus (Nicomediában) és Maximianus (Mediolanumban) császárok május 1-én bejelentik, hogy 21 év uralkodás után lemondanak. Utódaik az eddigi helyettesek (caesarok): Constantius Chlorus a birodalom nyugati, Galerius pedig a keleti felén. Mindketten új caesart neveznek ki, de általános meglepetésre nem az esélyes Constantinust (Constantius fiát) és Maxentiust (Maximianus fiát), hanem nyugatra Flavius Valerius Severust (Galerius barátját), keletre pedig Maximinus Daiát (Galerius unokaöccsét). Diocletianus dalmáciai palotájába, Maximianaus dél-itáliai birtokaira vonul vissza.
- Constantius kérésére Galerius megengedi hogy annak fia, az udvarában gyakorlatilag túszként élő Constantinus csatlakozhasson hozzá Galliában. Apa és fiú átkel Britanniába, hogy hadjáratot vezessenek a piktek ellen, majd Eboracumban (ma York) telelnek.
- Az elvirai zsinat cölibátust ír elő a keresztény papok és püspökök számára, megtiltja a keresztényeknek a zsidókkal való házasodást, valamint kitiltja a képeket a templomokból.

## Születések
- I. Damasus, római pápa

## Halálozások
- Porphüriosz, neoplatonista filozófus
- Catharina, keresztény mártír
- Ianuarius, keresztény mártír
- Pantaleon, keresztény mártír, Maximianus császár orvosa[1]
- Proculus, keresztény mártír

## Fordítás
- Ez a szócikk részben vagy egészben  a(z)   305 című angol Wikipédia-szócikk ezen változatának fordításán alapul.  Az eredeti cikk szerkesztőit annak laptörténete sorolja fel. Ez a jelzés csupán a megfogalmazás eredetét és a szerzői jogokat jelzi, nem szolgál a cikkben szereplő információk forrásmegjelöléseként.